# Ian Laperrière
Ian Laperrière (né le 19 janvier 1974 à Montréal, dans la province de Québec au Canada) est un joueur professionnel canadien de hockey sur glace.

## Carrière en club
Il commence sa carrière en jouant dans la Ligue de hockey junior majeur du Québec en 1990 en jouant pour les Voltigeurs de Drummondville. Deux saisons plus tard, il participe au repêchage d'entrée dans la Ligue nationale de hockey et est choisi par les Blues de Saint-Louis au cours du septième tour (158e choix au total).
Il continue deux saisons de plus dans la LHJMQ avant de faire ses débuts dans la LNH pour un match en 1994. Il joue également la fin de cette saison pour les Rivermen de Peoria dans la Ligue internationale de hockey au cours de cinq matchs des séries éliminatoires. En 1992-1993, il remporte la Coupe Molson de la meilleure recrue de la LHJMQ en compagnie de Martin Lapointe du Titan de Laval.
Entre 1994 et 1995, il joue au total une soixantaine de matchs pour les Blues avant de changer de franchise en décembre 1995. Il rejoint alors les Rangers de New York en retour de Stéphane Matteau. Son passage avec les « blue shirts » n'est que de courte durée puisqu'au mois de mars, plus tard dans la même saison, il prend la direction des Kings de Los Angeles en compagnie de Ray Ferraro, Mattias Norström, Nathan LaFayette ainsi qu'un choix de repêchage en retour de Jari Kurri, Marty McSorley et Shane Churla.
Il est alors un des membres fort de la franchise jusqu'à l'issue de la saison 2003-2004. En juillet 2004, il signe un contrat avec l'Avalanche du Colorado en tant qu'agent libre.
Lors de sa première saison avec l'Avalanche, il marque 21 buts, 24 aides pour un total de 45 points, un record personnel. Il est nommé assistant capitaine de l'équipe lorsque Steve Konowalchuk se blesse en novembre, poste qu'il occupe toujours aux côtés de Andrew Brunette et de Joe Sakic capitaine historique de l'équipe.
Le 1er juillet 2009, il signe un contrat de trois ans avec les Flyers de Philadelphie. Lors des séries éliminatoires de la Coupe Stanley de 2010, il reçoit une rondelle au visage lui causant une commotion cérébrale et d'une blessure orbitale. Ratant la deuxième ronde des séries contre les Bruins de Boston, il retourne au quatrième match de la finale d'association contre les Canadiens de Montréal.
En septembre 2010, il souffre d'un syndrome post-commotionnel et des dommages de ses yeux en raison de la rondelle qu'il a reçu. Il manque alors toute la saison 2010-2011 de la LNH et il est nommé pour recevoir le trophée Bill-Masterton remis au joueur avec le plus de qualités de persévérance et esprit d'équipe. Il est en concurrence avec Ray Emery des Ducks d'Anaheim et Daymond Langkow des Flames de Calgary.

## Statistiques
| Saison     | Équipe                      | Ligue          |       | Saison régulière | Saison régulière | Saison régulière | Saison régulière | Saison régulière |   | Séries éliminatoires | Séries éliminatoires | Séries éliminatoires | Séries éliminatoires | Séries éliminatoires |
| Saison     | Équipe                      | Ligue          | PJ    | B                | A                | Pts              | Pun              | PJ               | B | A                    | Pts                  | Pun                  |                      |                      |
| 1989-1990  | Montréal-Bourassa           | QAAA           | 22    | 4                | 10               | 14               | 10               | 3                | 0 | 1                    | 1                    | 6                    |                      |                      |
| 1990-1991  | Voltigeurs de Drummondville | LHJMQ          | 65    | 19               | 29               | 48               | 117              | 14               | 2 | 9                    | 11                   | 48                   |                      |                      |
| 1991       | Voltigeurs de Drummondville | Coupe Memorial | -     | -                | -                | -                | -                | 5                | 3 | 1                    | 4                    | 10                   |                      |                      |
| 1991-1992  | Voltigeurs de Drummondville | LHJMQ          | 70    | 28               | 49               | 77               | 160              | 4                | 2 | 2                    | 4                    | 9                    |                      |                      |
| 1992-1993  | Voltigeurs de Drummondville | LHJMQ          | 60    | 44               | 96               | 140              | 188              | 10               | 6 | 19                   | 13                   | 20                   |                      |                      |
| 1993-1994  | Voltigeurs de Drummondville | LHJMQ          | 62    | 41               | 72               | 113              | 150              | 9                | 4 | 6                    | 10                   | 35                   |                      |                      |
| 1993-1994  | Blues de Saint-Louis        | LNH            | 1     | 0                | 0                | 0                | 0                | -                | - | -                    | -                    | -                    |                      |                      |
| 1993-1994  | Rivermen de Peoria          | LIH            | -     | -                | -                | -                | -                | 5                | 1 | 3                    | 4                    | 2                    |                      |                      |
| 1994-1995  | Rivermen de Peoria          | LIH            | 51    | 16               | 32               | 48               | 111              | -                | - | -                    | -                    | -                    |                      |                      |
| 1994-1995  | Blues de Saint-Louis        | LNH            | 37    | 13               | 14               | 27               | 85               | 7                | 0 | 4                    | 4                    | 21                   |                      |                      |
| 1995-1996  | IceCats de Worcester        | LAH            | 3     | 2                | 1                | 3                | 22               | -                | - | -                    | -                    | -                    |                      |                      |
| 1995-1996  | Blues de Saint-Louis        | LNH            | 33    | 3                | 6                | 9                | 87               | -                | - | -                    | -                    | -                    |                      |                      |
| 1995-1996  | Rangers de New York         | LNH            | 28    | 1                | 2                | 3                | 53               | -                | - | -                    | -                    | -                    |                      |                      |
| 1995-1996  | Kings de Los Angeles        | LNH            | 10    | 2                | 3                | 5                | 15               | -                | - | -                    | -                    | -                    |                      |                      |
| 1996-1997  | Kings de Los Angeles        | LNH            | 62    | 8                | 15               | 23               | 102              | -                | - | -                    | -                    | -                    |                      |                      |
| 1997-1998  | Kings de Los Angeles        | LNH            | 77    | 6                | 15               | 21               | 131              | 4                | 1 | 0                    | 1                    | 6                    |                      |                      |
| 1998-1999  | Kings de Los Angeles        | LNH            | 72    | 3                | 10               | 13               | 138              | -                | - | -                    | -                    | -                    |                      |                      |
| 1999-2000  | Kings de Los Angeles        | LNH            | 79    | 9                | 13               | 22               | 185              | 4                | 0 | 0                    | 0                    | 2                    |                      |                      |
| 2000-2001  | Kings de Los Angeles        | LNH            | 79    | 8                | 10               | 18               | 141              | 13               | 1 | 2                    | 3                    | 12                   |                      |                      |
| 2001-2002  | Kings de Los Angeles        | LNH            | 81    | 8                | 14               | 22               | 125              | 7                | 0 | 1                    | 1                    | 9                    |                      |                      |
| 2002-2003  | Kings de Los Angeles        | LNH            | 73    | 7                | 12               | 19               | 122              | -                | - | -                    | -                    | -                    |                      |                      |
| 2003-2004  | Kings de Los Angeles        | LNH            | 62    | 10               | 12               | 22               | 58               | -                | - | -                    | -                    | -                    |                      |                      |
| 2005-2006  | Avalanche du Colorado       | LNH            | 82    | 21               | 24               | 45               | 116              | 9                | 0 | 1                    | 1                    | 27                   |                      |                      |
| 2006-2007  | Avalanche du Colorado       | LNH            | 81    | 8                | 21               | 29               | 133              | -                | - | -                    | -                    | -                    |                      |                      |
| 2007-2008  | Avalanche du Colorado       | LNH            | 70    | 4                | 15               | 19               | 140              | 10               | 1 | 1                    | 2                    | 19                   |                      |                      |
| 2008-2009  | Avalanche du Colorado       | LNH            | 74    | 7                | 12               | 19               | 163              | -                | - | -                    | -                    | -                    |                      |                      |
| 2009-2010  | Flyers de Philadelphie      | LNH            | 82    | 3                | 17               | 20               | 162              | 13               | 0 | 1                    | 1                    | 6                    |                      |                      |
| Totaux LNH | Totaux LNH                  | Totaux LNH     | 1 083 | 121              | 215              | 336              | 1956             | 67               | 3 | 10                   | 13                   | 102                  |                      |                      |

### Trophées et honneurs personnels
- 1993 - Coupe RDS de la meilleure recrue de la LHJMQ en compagnie de Martin Lapointe du Titan de Laval ;
- 2010-2011 - trophée Bill-Masterton.